# Petjora (stad)
Petjora (ryska Печора, komi Печӧра) är en stad i delrepubliken Komi i norra Ryssland. Den är belägen vid floden Petjora och folkmängden uppgår till cirka 40 000 invånare. Främsta industrinäringar är skogs-, kraft- och oljeindustri. Nära staden befinner sig en radar av typen "Darjal" som är ett av nyckelelement i Rysslands antimissilsystem.

## Historia
Staden grundades i samband med byggandet av järnvägen Konosja-Vorkuta. 1949 sammanslogs arbetsbyn vid järnvägsstationen Petjora med byn Kanin Nos belägen vid flodhamnen och de bildade staden Petjora.